# Nyahururu
Nyahururu is met 2.303 meter de hoogstgelegen stad van Kenia ten oosten van Nakuru. Het was de hoofdstad van de provincie Bonde la Ufa. Het is de hoofdstad van het district Laikipia en Nakuru is de hoofdstad van Bonde la Ufa. In de stad wonen 32.120 inwoners (peildatum 1999), waarvan 24.751 in het stadsgebied.
Nyahururu werd door de Britse kolonisten gesticht en Thompson Falls genoemd, vernoemd naar de zeventig meter hoge waterval. In 1929 werd de spoorbaan Gilgil geopend die  alleen voor goederen wordt gebruikt. Door Nyahururu loopt een weg tussen Nyeri en Rumuruti en er loopt een weg naar Nakuru.
Vanwege haar hoogte wordt de stad veelvuldig door Keniaanse atleten bezocht voor hoogtestage. 

## Onderwijs
Nyahururu is vanwege de beschikbaarheid land de vestigingsplaats van verschillende privéscholen (populair academies genoemd), zoals Nyahururu elite, Riverbank, Busara Schools en Nyahururu Highway. Ook is Laikipia University, een openbare universiteit, sinds 2013 in de stad gevestigd, nadat ze zich had afgescheiden van Egerton University.

## Geboren
- Julius Kariuki (1961): steeplechaseloper en olympisch kampioen
- Erick Wainaina (1973): langeafstandsloper
- Caroline Rotich (1984), langeafstandsloopster
- Martin Mathathi (1985): langeafstandsloper
- Samuel Wanjiru (1986-2011): langeafstandsloper